# Lorenz Schwachhöfer
Lorenz Johannes Schwachhöfer (* 7. Januar 1964 in Offenbach am Main) ist ein deutscher Mathematiker.

## Leben
Schwachhöfer wurde 1992 an der University of Pennsylvania promoviert und habilitierte sich 1998 an der Universität Leipzig. Von 2000 bis 2003 war er Associate Professor an der Université libre de Bruxelles. Seit April 2003 ist er Professor an der Fakultät für Mathematik, Lehrstuhl VII, Differentialgeometrie der TU Dortmund.
Zu seinen Forschungsinteressen gehören Differentialgeometrie und globale Analysis, symplektische Zusammenhänge und Informationsgeometrie.

## Werke (Auswahl)
- mit Sergei Merkulov: Classification of Irreducible Holonomies of Torsion Free Affine Connections. Annals of Math., Vol. 150, No.1, 77–149 (1999); Addendum: Classification of irreducible holonomies of torsion-free affine connections, Annals of Mathematics, Vol. 150, No.3, 1177–1179 (1999)
- mit Wilderich Tuschmann: Metrics of positive Ricci curvature on quotient spaces, Mathem. Annalen, Vol. 330, No.1, 59–91 (2004)
- mit Michel Cahen, "Special Symplectic Connections", Journal of Differential Geometry, Vol. 83, no.2, 229–271 (2009)
- mit Nihat Ay, Jürgen Jost, Hông Vân Lê: Information Geometry, Ergebnisse der Mathematik und ihrer Grenzgebiete, Springer (2016)
- mit Florio Ciaglia, Jürgen Jost, Information geometry, Jordan algebras, and a coadjoint orbit-like construction, SIGMA, Vol. 19, No. 78, 27 pp. (2023)